# 小行星111913
小行星111913（111913 Davidgans）是一颗绕太阳运转的小行星，为主小行星带小行星。该小行星于2002年4月发现。
該小行星以美國音樂家大衛·甘斯命名。

## 轨道参数
小行星111913的轨道半长轴为460 441 917 km，3.0778203 UA，离心率为0.130。